# Los Lagos, Chile
Los Lagos este un oraș și comună din provincia Valdivia, regiunea Los Ríos, Chile, cu o populație de 18.733 locuitori (2012) și o suprafață de 1791,2 km2.